# Джаббаров, Джуманияз
Джуманияз Джаббаров (25 ноября 1930, кишлак Пулати, ныне Касанский район, Кашкадарьинская область, СССР — 13 декабря 2010, Ташкент, Узбекистан) — народный поэт Узбекистана (1997).

## Биография
Родился в семье служащего. В 1952 году окончил филологический факультет Среднеазиатского университета. Печатается с 1950 года.
Трудовую деятельность он начал в 1953 году заведующим отделом журнала «Шарк юлдузи». Являлся главным редактором журнала «Гулхан», заместителем главного редактора газеты «Узбекистон овози», директором издательства литературы и искусства имени Гафура Гуляма.
Автор сборников стихов «Я славлю Родину» («Ватанимни куйлайман», 1953), «Дыхание весны» («Баҳор нафаси», 1956), «Эхо гор» («Тоғлар садоси», 1961), «Тетрадь двадцати дней» («Йигирма кун дафтари», 1967), «Минуты вдохновения» («Илғом дақиқалари», 1971), «Песня родной земли», «Утренние грёзы», «Вера» и другие.
Выступал как переводчик и драматург.

## Награды и звания
- Орден «Трудовая слава» (2021, посмертно)[1]
- Медаль «Шухрат» (1994)[2]
- Народный поэт Республики Узбекистан (1997)[3]